# アマテラス火口
アマテラス火口（アマテラスかこう、英語: Amaterasu Patera）は、木星の衛星イオの火口や端にある複雑な扇形のクレーター。
1979年3月5日に温度は約281ケルビン（約8 ℃）であると推定されている。イオの最も暗い特徴の一つである。直径約100キロメートル。
名前は日本神話の太陽神である天照大神に由来する。